# Mercyful Fate
Mercyful Fate is een heavymetalband uit Kopenhagen, Denemarken, gevormd in 1981. Hun teksten zijn gebaseerd op satanische opvattingen en occultisme. De band wordt tevens verantwoordelijk gesteld als een van de grondleggers van het genre black metal samen met bands en artiesten als Celtic Frost, Venom, Hellhammer en Bathory. De band is herkenbaar door de zeer hoge stem van de Deense zanger Kim Bendix Petersen (King Diamond), geboren in 1956.
Op 1 augustus 2019 maakte de band bekend te zullen gaan toeren in 2020 met de "9" line-up, weliswaar zonder Timi Hansen vanwege zijn strijd tegen kanker. Hij wordt vervangen door Joey Vera (Armored Saint, Fates Warning). Tijdens deze toer, zal de band alleen nummers spelen uit hun eerste ep en eerste twee albums. Ook kondigde de band aan dat ze enkele nieuwe nummers zullen spelen die geschreven zijn in de stijl van deze albums.

## Geschiedenis

### Oprichting & eerste albums (1980-1985)
Mercyful Fate is opgericht in de lente van 1981 in Kopenhagen door King Diamond en Hank Shermann. Beiden speelden in de punk-metalband Brats. Na een wijziging van de line-up van die band (Michael Denner verliet de band en King Diamond werd de nieuwe zanger), schreven Diamond en Shermann nieuw materiaal dat veel harder was dan wat Brats eerder uitbracht. Hun label was niet tevreden met het nieuwe werk, en vroegen de band om niet meer in het Engels te schrijven en commerciëlere muziek te maken. Zowel Diamond als Shermann verlieten daarop de band, en richtten Mercyful Fate op. Ole Beich (Rock Nalle, L.A. Guns & Guns N' Roses) was kort ook lid van de band rond die tijd. Na enkele wijzigingen en een de release van een semiprofessionele demo, bracht de band hun eerste ep uit.
Het debuutalbum, Melissa, werd in juli 1983 opgenomen. De productie werd verzorgd door Hendrik Lund en het album werd uitgebracht op 30 oktober 1983 via het Nederlandse label Roadrunner Records. Ook gold het album als introductie van het fictieve personage waarrond de band hun muziek schrijft. Melissa is namelijk een heks die verbrand werd. Na enkele concerten in Noorwegen, trok de band in mei 1984 opnieuw de studio in op hun 2de album op te nemen. Dat album heet Don't Break The Oath, en werd uitgebracht op 7 september 1984. Op het album te promoten, toerde de band in Amerika, en speelden ze tijdens enkele Duitse festivals. Ondanks de groeiende populariteit van de band, stopte de band in april 1985 vanwege muzikale verschillen. Shermann wilde namelijk een commerciëlere sound ontwikkelen. Nadat King Diamond hiermee niet akkoord ging, verliet hij de band waarna die volledig stopte.

### Na de split (1985 - 1992)
Nadat Mercyful Fate splitte, richtte King Diamond samen met Michael Denner en Timi Hansen een nieuwe band op, genaamd King Diamond, naar de zanger. Zowel Hansen en Denner bleven in deze band, tot na de release van Abigail (in 1987).
Nadat Denner King Diamond verliet, richtte hij een muziekwinkel op in Kopenhagen die hij openhield tot 1988. In 1988 richtte hij namelijk Lavina (later bekend onder de naam Zoser Mez) op samen met Hank Shermann, die na de split Fate oprichtte (en er lid bleef tot in 1988).
Tijdens de periode waarin de band gesplit was, bracht Roadrunner Records 3 compilatiealbums uit. De eerste compilatie, kreeg de naam The Beginning en werd uitgebracht op 24 juni 1987. In deze compilatie, werden nummers uit hun debuut-ep uitgebracht met enkele nog niet uitgebrachte live en studio opnames. Vijf jaar later, op 13 mei, volgde met Return of the Vampire, een tweede compilatie. Ook deze compilatie bevatte nog niet uitgebracht studio-materiaal. Op 6 oktober datzelfde jaar, bracht het label een split-release uit met nummers van zowel Mercyful Fate en King Diamond.

### Reünie (1993-1999)
In 1993 besliste King Diamond, Hank Shermann, Michael Denner en Tim Hansen op de band opnieuw leven in te blazen. Het eerste resultaat van deze reünie, In the Shadows, werd op 22 juni 1993 uitgebracht via Metal Blade Records. Voor de opname van het nummer Return of the Vampire, schakelde de band Lars Ulrich (Metallica en tevens een Deen) in om de drums te verzorgen.  Tijdens de promo toer voor, werd Snowy Shaw (door een knieblessure) vervangen door Snowy Shaw (King Diamond). Ook Timi Hansen (die geen zin had in toeren), werd vervangen door Sharlee D'Angelo. Op 27 juni 1994, bracht de groep The Bell Witch uit, een ep met live opnames en studio opnames van In the Shadows.
Op 25 september 1994, volgde met Time een 4de album. Het album werd opgenomen in het Dallas Sound Lab tussen mei en augustus 1994. Ook voor de promo-toer van dit album, werden enkele wijzigingen gemaakt in de bezetting. Snowy Shaw, werd vervangen door Bjarne T Holm, die in 1981 ook al gevraagd werd op lid te worden. Hij weigerde toen omdat hij andere prioriteiten had. Het 5de album, genaamd Into The Unknown, werd opgenomen in januari-februari 1996. De release volgde op 20 augustus, waarna Michael Denner besliste om de band te verlaten. Hij werd vervangen door Mike Wead (Candlemass). In oktober 1997, nam de groep Dead Again op in de Nomad Recording Studio in Texas. De release volgde op 9 juni 1998. Het 9de en laatste album, genaamd 9, werd opgenomen in februari 1999 en werd uitgebracht op 15 mei 1999.

### Hiatus en sporadische reünies (1999-heden)
Na de promo-toer voor 9, besliste de band om een hiatus in te lassen. King Diamond ging samen met Mike Wead verder met King Diamond. Hank Shermann en Bjarne T. Holme richtte, samen met ex-lid Michael Denner, Force of Evil op. Sharlee D'Angelo, werd dan weer lid van Arch Enemy.
Toen tijdens een interview gevraagd werd hoe het nu zit met Mercyful Fate, zei King Diamond dat de band een pauze aan het inlassen is, en dat het zeker niet gedaan is met de band. Althans niet voor hem. In augustus datzelfde jaar, vroeg Metallica-drummer Lars Ulrich of de band het ziet zitten om mee te werken aan Guitar Hero: Metallica. Ulrich vroeg namelijk de originele masters van 2 nummers zodat ze gebruikt konden worden in het computerspel. Omdat die masters niet gevonden werden, stelde Diamond voor aan Activision (de uitgever van het spel) om de nummers opnieuw op te nemen. Nadat de uitgever akkoord ging, dook de band de studio in om de nummers Evil en Curse of the Pharoahs opnieuw op te nemen. Ook werd King Diamond een speelbaar personage in het videospel. Een eerste reünie op het podium, volgde op 7 december 2011 ter ere van Metallica's 30ste jubileum in The Fillmore, een concerthal in San Francisco.
Op 1 augustus 2019, kondigde de band aan dat ze een Europese festivaltour zouden doen in 2020. De eerst aangekondigde festivals, waren Copenhell en enkele dagen later werd ook Wacken Open Air toegevoegd aan die lijst. De band zou bestaan uit de zogenaamde "9-line-up" en zou enkel nummers spelen uit hun eerste ep en eerste 2 albums. Daarbovenop beloofde de band ook dat ze nieuwe nummers zouden spelen die geschreven zijn in de stijl van hun eerste albums.

## Stijl en invloed
Mercyful Fate was onderdeel van de zogenaamde "eerste golf" van black metal. Samen met bands als Venom, Bathory & Hellhammer was de band verantwoordelijk voor de eerste ontwikkelingen van dit subgenre. Anders dan de andere "eerste golf"-bands, haalde Mercyful Fate hun invloeden uit Progressieve rock, epic 70s Hardrock en traditionele hardrock. Door hun thema's als satanisme en occult en King Diamond's "corpse paint", werd de groep gezien als pionier in de ontwikkeling van black metal, desondanks was hun stijl minder invloedrijk in de ontwikkeling van het subgenre in vergelijking met de andere "eerste golf" bands.
Vele muzikanten zagen Mercyful Fate als invloed voor hun muziek. Zo zei Kerry King (Slayer) dat hijzelf en Jeff Hanneman grote fan waren van Mercyful Fate tijdens de opname van hun album Hell Awaits. Ze waren zelf zo'n fan, dat die invloed te horen was in het album. Ook Metallica was fan van de band. De Amerikaanse thrashmetal band covert Mercyful Fate wel vaker en soms worden zelfs enkele leden uitgenodigd op het podium om die nummers mee te spelen. Ook werden enkele nummers toegevoegd aan Guitar Hero: Metallica, waarvoor de band zelf die nummers opnieuw moest opnemen omdat de originele masters zoek waren.

## Bandleden

### Huidige leden
- King Diamond (Kim Bendix Petersen) (zang, keyboards)
- Hank Shermann (gitaar)
- Bjarne T. Holm (drums)
- Mike Wead (gitaar)
- Timi Hansen (bas)

#### Huidige live-leden
- Joey Vera (bas)

### Ex-bandleden
- Carsten Van Der Volsing (1981)
- Ole Beich (1981)
- Ole Frausing (1981
- Jan Lindblad (1981)
- Kim Ruzz (1981-1985)
- Benny Petersen (1981-1982)
- Michael Denner (1982-1985, 1993-1996, 2008, 2011
- Sharlee D'Angelo (1993-1999)
- Morten Nielsen (1993)
- Snowy Shaw (1993-1994)

## Discografie

### Demo's
- 1981 - Burning The Cross
- 1981 - Demo #1
- 1981 - Demo #2
- 1981 - Demo #3

### Albums
- 1983 - Melissa
- 1984 - Don't Break The Oath
- 1993 - In The Shadows
- 1994 - Time
- 1996 - Into The Unknown
- 1998 - Dead Again
- 1999 - 9

### Singles/Ep's
- 1982 - Mercyful Fate (ep)
- 1983 - Black Masses (single)
- 1993 - Egypt (single)
- 1994 - The Bell Witch (ep)
- 2009 - Evil (single, heropname voor Guitar Hero: Metallica)

### Compilaties
- 1987 - The Beginning
- 1992 - Return Of The Vampire
- 2003 - The Best Of Mercyful Fate